# قناة لويس
قناة لويس هي مضيق يقع بين جزيرة كورتيس وجزيرة ويست ريدوندا في جزر ديسكفري في كولومبيا البريطانية بكندا. وهي جزء من بحر ساليش الشمالي.

## جغرافيا
تربط قناة لويس بممر ديسولاشين من الجنوب بالقناة الهادئة وقناة الغزلان من الشمال. يتفرع مسار تيكيرني من القناة الرئيسية إلى الشرق ويشكل خليجًا محميًا كبيرًا داخل جزيرة ويست ريدوندا. القناة نفسها لا تحتوي على جزر رئيسية.

## علم المياه
تعد المياة الشمالية لقناة لويس جزءًا من الحد الشمالي لبحر ساليش.